# Vlagyimir Afanaszjevics Ljahov
Vlagyimir Afanaszjevics Ljahov (orosz írással: Владимир Афанасьевич Ляхов; Antracit, Vorosilovgradi terület, 1941. július 20. – 2018. április 19.) orosz származású szovjet űrhajós.

## Életpálya
Ukrajna Vorosilovgradi területén (ma: Luhanszki terület) született orosz nemzetiségű munkás családban. Apja elesett a második világháborúban. A középiskola után a Harkovi Repülési Főiskolán tanult, melyet 1964-ben fejezett be. A légierőnél teljesített szolgálatot. 1967. május 7-től részesült űrhajós kiképzésben. 1975-ben elvégezte a Jurij Gagarin Repülő Akadémiát. 1994. szeptember 7-ig  volt tagja az orosz űrhajós csoportnak, utána a Jurij Gagarin Űrhajóskiképző Központ munkatársaként dolgozott. Összesen 333 napot, 7 órát és 47 percet töltött a világűrben.
A Szojuz–32 szállította a Szaljut–6 űrállomásra a 7. hosszú időtartamú személyzetet. A 174 napos szolgálat után az űrhajósok a Szojuz–34-gyel tértek vissza.
Szojuz T–9 parancsnokaként a Szaljut–7 űrállomás beüzemelését végezték el.
Az Interkozmosz-program keretében parancsnokként indult a Szojuz TM–6 háromszemélyes űrhajó fedélzetén az első afgán Abdul Ahad Mohmand űrhajós kutató pilótával és Valerij Poljakov űrhajós orvos társaságában a Mir–3 űrállomás fedélzetére. Leszálláskor a Szojuz TM–5 űrhajót vették igénybe.

## Tartalék személyzet
- Szojuz–29 parancsnoka, a Szaljut–6 űrállomásra a második, hosszú időtartamú személyzetet szállította,
- Szojuz–39 parancsnoka, a nyolcadik Interkozmosz repülés a Szaljut–6 űrállomásra,
- Szojuz T–8 parancsnoka, az űrhajó vitte a Szaljut–7 űrállomásra az új látogató személyzetet,
- Szojuz TM–5 parancsnoka, az ötödik, személyzettel ellátott háromszemélyes, szkafanderes szállító űrhajó, amely csatlakozott a Mir űrállomáshoz.

## Kitüntetései
Kétszer kapta meg a Szovjetunió Hőse kitüntetést, valamint a Lenin-rendet.

## Külső hivatkozások
- Vladimir Afanaszjevics Ljahov. spacefacts.de. (Hozzáférés: 2012. július 15.)
- Vladimir Afanaszjevics Ljahov. astronautix.com. (Hozzáférés: 2012. július 15.)
- Vladimir Afanaszjevics Ljahov. warheroes.ru. (Hozzáférés: 2012. július 15.)